# Операция „Гертруда“
Операция „Гертруда“ (на немски: Unternehmen Gertrude) е кодовото наименование на OKW за германска инвазия и евентуална окупация на Турция през Втората световна война.